# John (Bischof, Galloway)
John († 1209 in Holyrood Abbey) war ein schottischer Geistlicher. Ab 1189 war er Bischof von Whithorn.
Nach dem Tod von Bischof Christian von Whithorn im Oktober 1186 blieb das Bistum Whithorn mehrere Jahre lang vakant. Christian hatte seine letzten Lebensjahre offenbar nicht im Gebiet seines Bistums verbracht, dazu beanspruchte der englische König Heinrich II. die Oberhoheit über die Region. Auch das Erzbistum York, dem Whithorn als Suffraganbistum unterstand, war seit dem Tod von Erzbischof Roger 1181 vakant. Erst im Sommer 1189 bestimmte der englische König einen neuen Erzbischof, und wahrscheinlich im Spätsommer 1189 erfolgte dann die Wahl von John zum neuen Bischof von Whithorn. John wurde am 17. September 1189 von Erzbischof John Comyn von Dublin und dem im Exil lebenden Erzbischof Folmar von Trier in Pipewell Abbey in Northamptonshire zum Bischof von Whithorn geweiht. Wenig später leistete Christian Geoffrey, dem gewählten Erzbischof von York den Gehorsamseid. Dann weihte er Geoffrey, der ein unehelicher Sohn des englischen Königs Heinrich II. war, am 23. September 1189 zum Priester. Er hatte vom Papst auch den Auftrag erhalten, zusammen mit den Bischöfen Hugh von Durham und Jocelin von Glasgow Geoffrey zum Bischof zu weihen, doch die Weihe verzögerte sich und wurde erst 1191 in Frankreich vollzogen.
Über die Tätigkeit der Bischöfe von Whithorn im 12. Jahrhundert ist allgemein nur wenig bekannt. Offenbar orientierte sich John als Bischof weiterhin nach England, denn er bezeugte keine Urkunde des schottischen Königs Wilhelm I., obwohl die Lords of Galloway zu den führenden schottischen Magnaten gehörten. Im März 1194 begleitete John Erzbischof Geoffrey zur Ratsversammlung des englischen Königs Richard I. nach Nottingham. Zu einem ungeklärten Zeitpunkt diente Christian als vom Papst eingesetzter Richter in einem Streit innerhalb der Diözese Glasgow. Zwischen 1200 und 1206 bezeugte er eine Urkunde von Alan, Lord of Galloway. 1206 trat John in das Augustinerkloster Holyrood bei Edinburgh ein. Dort starb er vermutlich Anfang 1209.